# The Grandmaster
The Grandmaster es una película dramática de artes marciales hongkonesa de 2013, basada en la historia de vida del gran maestro de Wing chun Ip Man. La película fue dirigida y escrita por Wong Kar-wai y protagonizada por Tony Leung como Ip Man. Fue lanzado el 8 de enero de 2013 en China. Fue la película de apertura en el 63.er Festival Internacional de Cine de Berlín en febrero de 2013. La película fue seleccionada como parte del Festival Internacional de Cine de Hong Kong 2013. The Weinstein Company adquirió los derechos de distribución internacional para la película. El film fue seleccionado como la entrada de Hong Kong a la Mejor película de habla no inglesa en los 86 ° Premios de la Academia, llegando a la lista final de enero, pero no recibió la nominación. La película fue nominada a Mejor fotografía (Philippe Le Sourd) y Mejor diseño de vestuario (William Chang Suk Ping) en los 86 ° Premios de la Academia.

## Trama
La historia se centra alrededor de dos maestros de kung fu, Ip Man (Tony Leung), el hombre que entrenó al legendario Bruce Lee, y la retadora Gong Er (Zhang Ziyi) quienes se reúnen en la ciudad natal de Ip Man en vísperas de la invasión japonesa de 1936. El padre de Gong Er, un gran maestro de renombre, también viaja a esa ciudad para la ceremonia de su jubilación, que tendrá lugar en un legendario burdel conocido como "El pabellón de oro".
La historia nos cuenta entonces los grandes episodios de la vida de Ip Man, sus experiencias durante la segunda guerra sino-japonesa, su escape hacia Hong Kong y los eventos previos a su muerte.

## Producción
La película es conocida por su largo tiempo en desarrollo, siendo anunciada inicialmente en 2008. Su producción sufrió de grandes retrasos, en parte porque Tony Leung se rompió el brazo mientras entrenaba en Wing Chun. La película es la producción más costosa de Wong hasta la fecha. El director pretendía que la película fuera una gran colaboración con la industria cinematográfica de China continental, y destacó que la enorme expansión y crecimiento en la industria y el mercado cinematográficos de China en la última década les ha proporcionado a los cineastas recursos para realizar películas que antes no eran posibles. Wong declaró: "Las películas no solo pertenecen al continente o Hong Kong. Pertenecen a todos los chinos y no solo a cierto lugar en un momento determinado. Es un legado que nos pertenece a todos".

## Música
La música está compuesta por Shigeru Umebayashi y Nathaniel Méchaly, con 2 obras de Ennio Morricone y el Stabat Mater original compuesto por Stefano Lentini. El Stabat Mater no está incluido en el CD de la banda sonora y fue publicado por separado por Milan Records como "Stabat Mater" As Seen en "The Grandmaster" de Wong Kar Wai. Alcanzó el Número 1 en iTunes Original Score de Hong Kong.

## Recepción
The Grandmaster recibió reacciones generalmente favorables de los críticos. La película recibió una calificación de aprobación del 75% del sitio web agregador de reseñas Rotten Tomatoes, con base a 99 reseñas con un puntaje promedio de 6,7/10.
Variety dio a la película una crítica positiva, afirmando que Wong "excede las expectativas con 'The Grandmaster', convirtiendo una saga de acción de los años 30 en una refinada pieza de cine comercial". La crítica también dice: "Con una de las realizaciones más propulsoras pero etéreas de auténticas artes marciales en pantalla, así como una fusión de la fisicalidad y la filosofía no alcanzada en el cine chino desde las obras maestras de King Hu, la anticipada película seguramente ganará nuevos conversos entre los fanáticos del género".
Mientras elogiaba al Ip Man de Tony Leung y al Gong Er de Zhang Ziyi, calificando a esta última de "más o menos completa y coherente", The Hollywood Reporter se lamentó de algunos de los personajes menos desarrollados al afirmar que "no se puede decir lo mismo de otros personajes, como Razor de Chang Chen, un experto de la escuela de Bajiquan que se supone que es otro de los grandes maestros. La Señora Ip de Song Hye-kyo tiene solo una presencia superficial y básicamente se vuelve invisible en la segunda mitad de la película".
La actuación de Zhang Ziyi como Gong Er ha sido alabada por críticos como Scott Bowles de USA Today como el "descubrimiento" de la película, y su personaje ha sido mencionado por críticos como Kenji Fujishima de Slant Magazine como la "verdadera figura central" de la película "a pesar del título de la película.
Owen Gleiberman de Entertainment Weekly escribió: "la película, a pesar de algunas luchas espléndidas, es una confusión biohistórica que nunca encuentra su centro".
El Gran Maestro recaudó HK $ 21.156.949 (USD $ 2.7 millones) en la taquilla de Hong Kong, y recaudó más de 312 millones de yuanes (USD $ 50 millones) en la taquilla de China continental, USD $ 6,594,959 en América del Norte y USD $ 64,076,736 en todo el mundo, y, por lo tanto, se convirtió en la película más taquillera de Wong hasta la fecha.